# 皮讷罗
皮讷罗（法語：Punerot，法語發音：[pynʁo] ⓘ）是法国大東部大區孚日省的一个市镇，属于讷沙托区。

## 地理
皮讷罗（48°28'54"N, 5°48'31"E）面积13.77 平方千米，位于法国大東部大區孚日省，该省份为法国东北部内陆省份，北起默兹省和默尔特-摩泽尔省，西接上马恩省，南至上索恩省和贝尔福地区省，东临上莱茵省和下莱茵省。
与皮讷罗接壤的市镇（或旧市镇、城区）包括：蒙莱特鲁瓦、索叙尔莱瓦讷、欧特勒维尔、阿尔蒙维尔、马蒂尼莱热邦沃、吕普、特朗克维尔-格罗。

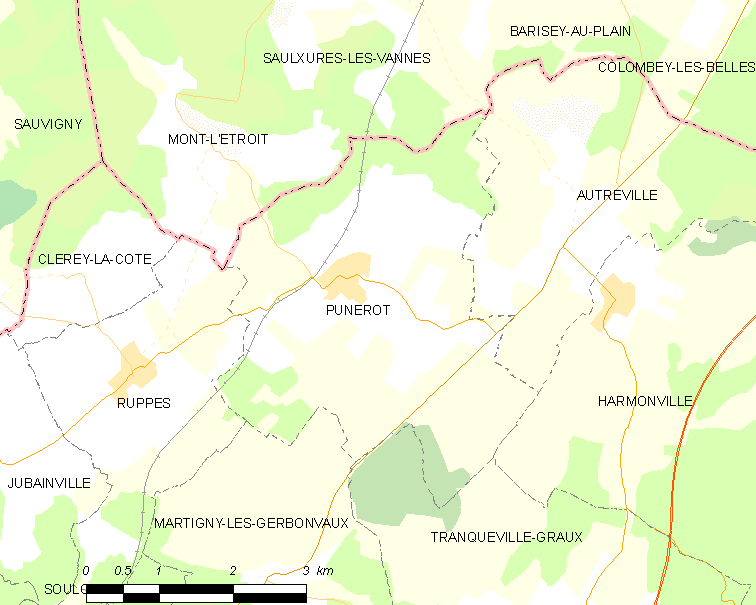
皮讷罗的OSM定位图

皮讷罗的时区为UTC+01:00、UTC+02:00（夏令时）。

## 行政
皮讷罗的邮政编码为88630，INSEE市镇编码为88363。

## 政治
皮讷罗所属的省级选区为讷沙托县。

## 人口

1962-2008年间皮讷罗人口变化图示

皮讷罗于2022年1月1日时的人口数量为149人。